# (2594) Acamas
Pour l’article homonyme, voir Acamas.
(2594) Acamas est un astéroïde troyen de Jupiter. Il a été découvert le 4 octobre 1978 par Charles T. Kowal depuis l'observatoire Palomar.

## Caractéristiques
Il partage son orbite avec Jupiter autour du Soleil au point de Lagrange L5, c'est-à-dire qu'il est situé à 60° en arrière de Jupiter. Sa désignation provisoire était 1978 TB.
Son nom fait référence à Acamas, fils d'Eusoros, combattant du côté troyen lors de la guerre de Troie, qui était le chef d'un contingent thrace.